# 1955 في المكسيك
فيما يلي قوائم الأحداث التي وقعت خلال عام 1955 في المكسيك.

## رياضة
- 23 يناير – الدوري المكسيكي الممتاز 1954-55 الفائز زاكاتيبيك.

## أفلام
من الأفلام التي صدرت هذه السنة في المكسيك:
- 1 يناير – الحياة لا قيمة لها من إخراج Rogelio A. González [الإنجليزية]‏.

## مواليد

### يناير
- 1 يناير – جويليرمو نافارو
- 1 يناير – حزقيال كارلوس روميرو هيكس سياسي مكسيكي.
- 1 يناير – ماريا كونتريراس سويت سياسية أمريكية.
- 19 يناير – بول رودريغيز ممثل أمريكي.
- 24 يناير – غوستافو فارغاس لوبيز لاعب كرة قدم مكسيكي.
- 26 يناير – خوسيه إيرين ألفاريز راموس سياسي مكسيكي.
- 26 يناير – لوسيا منديز

### فبراير
- 7 فبراير – رافاييل أوتشوا غوزمان سياسي مكسيكي.
- 15 فبراير – غويلرمو أورتيغا رويز صحفي مكسيكي.
- 23 فبراير – غوادالوبي بينيدا مغنية مكسيكية.

### مارس
- 3 مارس – خورخي فيرغارا رجل أعمال ومنتج أفلام مكسيكي.
- 7 مارس – جايمي ثيربانتس ريفيرا سياسي مكسيكي.
- 13 مارس – جيراردو لوغو غوميز لاعب كرة قدم مكسيكي.
- 16 مارس – دانييل بيريز سانشيز سياسي مكسيكي.
- 30 مارس – هومبيرتو فيليز

### أبريل
- 1 أبريل – دولورس خيمينيز هرنانديز دبلوماسية مكسيكية.
- 17 أبريل – خيسوس غالفان مونيوث سياسي مكسيكي.
- 26 أبريل – جولييان نظر موراليس سياسي مكسيكي.

### مايو
- 11 مايو – أرماندو فرنانديز لاعب كرة ماء ألماني.
- 17 مايو – أنطونيو سيرانو
- 21 مايو – أوسكار بيمنتل غونزاليس سياسي مكسيكي.
- 25 مايو – أندريس مورا لاعب كرة قاعدة مكسيكي.

### يونيو
- 6 يونيو – أنخيل مورينو لاعب كرة قاعدة مكسيكي.
- 16 يونيو – فرانك كورال لاعب كرة قدم أمريكي.
- 25 يونيو – راؤول روجاس

### يوليو
- 6 يوليو – هومبيرتو لوبيز لينا سياسي مكسيكي.
- 7 يوليو – خيسوس رودريغيز هرنانديز سياسي مكسيكي.
- 17 يوليو – نوريا باجيس ممثلة مكسيكية.
- 26 يوليو – روخيليو أورتيغا مارتينيز سياسي مكسيكي.

### أغسطس
- 20 أغسطس – كارلوس أريلانو فيليكس
- 21 أغسطس – سابينا بيرمان
- 23 أغسطس – فيليبي بورخا سياسي مكسيكي.
- 30 أغسطس – ماركو أنطونيو غوتيريز روميرو سياسي مكسيكي.

### سبتمبر
- 27 سبتمبر – أليخاندرو غالفان غارزا سياسي مكسيكي.
- 30 سبتمبر – جانيت أرسيو ممثلة مكسيكية.

### أكتوبر
- 7 أكتوبر – سيرجيو غونزاليس غارسيا سياسي مكسيكي.
- 12 أكتوبر – خوسيه بيلار رييس لاعب كرة قدم مكسيكي.
- 14 أكتوبر – سالبادور جارا غيريرو فيلسوف مكسيكي.

### ديسمبر
- 1 ديسمبر – رامون خيمينيز فوينتيس سياسي مكسيكي.
- 2 ديسمبر – أرييل كاستيلو ناخيرا سياسي مكسيكي.
- 3 ديسمبر – سيرجيو غونزاليس هرنانديز سياسي مكسيكي.
- 10 ديسمبر – انا غابرييل مغنية مكسيكية.
- 15 ديسمبر – فيرونيكا إسكوبار رومو سياسي مكسيكية.
- 28 ديسمبر – إميليو مندوزا كابلان سياسي مكسيكي.

## وفيات

### يناير
- 1 يناير – هيرمينيا ألفاريز هيريرا (مواليد 1888)
- 28 يناير – إيرنيستو غارسيا (مواليد 1884)

### مارس
- 11 مارس – إسبيرانزا باور (مواليد 1924) ممثلة مكسيكية.

### يوليو
- 9 يوليو – أدولفو دي لا ويرتا (مواليد 1881) سياسي مكسيكي.

### أكتوبر
- 13 أكتوبر – مانويل أفيلا كماتشو (مواليد 1897) سياسي مكسيكي.